# 唐代长安与西域文明

《唐代长安与西域文明》

《唐代长安与西域文明》是中国历史学家向达的代表作，最初在民国22年（1933年）由哈佛燕京社出版。

## 内容
《唐代长安与西域文明》一书分六章：
一 叙言。
二《流寓长安的西域人》一章详细叙述流寓长安的于阗尉迟氏、疏勒裴氏，龟兹白氏，昭武九姓：康、安、曹、石、米、何、火寻、戊地、史。
三《西市胡店与胡姬》一章叙述寓居长安西市的的回鹘商人、九姓胡商娶妻生子，经商卖酒为生，侍酒多胡姬，李白诗词中多次咏胡姬。
四《開元前後長安之胡化》描寫長安胡風大盛，居所有胡式水帘涼亭；服裝有胡衣、胡帽、胡拖裙、胡冪離、回鶻小腰衣；食品有燒餅、胡麻餅、搭納、畢羅（印度手抓飯）、油煎餅；飲料有高昌葡萄酒、波斯三勒酒、龍羔酒等。
五《西域传来的画派与乐舞》一章，考证西域绘画、音乐、舞蹈对中原的影响，著名的西域乐人包括白智通、白明达、康阿驮、安马驹；著名的西域画家有曹仲达、僧吉底俱、僧加佛陀。向达认为唐吴道子的画风受西域凹凸画派影响。西域傳來的樂器有龜茲樂師曹剛的琵琶，李謨的橫笛，王花奴羯鼓，王麻奴觱篥等。舞曲有《阿連》、《柘枝》、《胡旋》、《胡騰》、《涼州》、《綠腰》，还有经龜茲传入中国的伊朗寒冬拨水舞《苏莫遮》，又经中国传入日本。
六《長安打毬小考》。唐太宗、唐玄宗、唐宣宗、唐穆宗、唐敬宗嗜好打毬，即今日波羅毬（polo）。波羅毬由波斯經突厥斯坦傳入中國，“毬”之唐音“渠幽切”仍保留波斯語原音。波羅毬經中国传入朝鲜、日本。
七《西亞新宗教之傳入長安》。祆教在北魏神龜中傳入長安。長安布政坊建胡祆祠建于武德四年。景教于貞觀九年（635年）傳入長安，詔建大秦寺于義寧坊。唐武后延載元年波斯人拂多誕傳摩尼教入中國。
八 长安西域人之华化
附錄一：《柘枝舞小考》
附錄二：《盩厔大秦寺略記》

## 向达文集
1956年北京大学历史系教授向达将他从1926年到1954年间发表的23篇论文整理成集，取名《唐代长安与西域文明》。
内容包括：
- 《唐代长安与西域文明》
- 《唐代书刊考》
- 《南诏史略论》
- 《伦敦所藏敦煌卷子经眼目录》
- 《龟兹苏祗婆琵琶七调考》
- 《论唐代佛曲》
- 《唐代俗讲考》
- 《西征小记》
- 《摄山佛教石刻小记》
- 《明清之际中国美术所受西洋之影响》
- 《关于郑和下西洋的几种资料》
- 《方玉润著述考》

## 书目
- 向达，《唐代长安与西域文明》，石家莊：河北教育出版社，2002。 ISBN 7-5434-4237-X